# Neuwerk (Mönchengladbach)
Neuwerk (ˌnɔɪ'wɛʀkʰ) ist ein Stadtteil der kreisfreien Großstadt Mönchengladbach in Nordrhein-Westfalen. Er liegt im Stadtbezirk Mönchengladbach Ost. Bis zum 22. Oktober 2009 war Neuwerk auch der Name eines Stadtbezirks. Zu diesem Bezirk gehörten die Stadtteile Bettrath-Hoven, Flughafen, Neuwerk-Mitte und Uedding, die inzwischen ebenfalls zum Stadtbezirk Mönchengladbach Ost gehören.

## Lage
Neuwerk grenzt im Osten an die Stadt Korschenbroich und an die Niers, im Süden an den Mönchengladbacher Stadtteil Eicken, im Westen an die Stadt Viersen und im Norden an die Stadt Willich.

### Gliederung
Der ehemalige Stadtbezirk Neuwerk bestand aus den Honschaften Damm, Donk, Dünn, Engelbleck, Neersbroich, Lockhütte, Bettrath, Hoven, Eicken (teilweise), Uedding (seit 1836), Lürrip (teilweise, seit 1836).

## Geschichte

Luftaufnahme von Neuwerk vor 1921. In der Mitte Kirche und Kloster, am oberen linken Bildrand der Bahnhof Neuwerk. Über der Kirche ist das Rathaus zu sehen.

Um 1130 entstand auf einem im Nordosten der Gladbacher Benediktinerabtei gelegenen Gutshof eine Hofkapelle, die in einer Urkunde vom 5. Dezember 1135 erstmals als novum oratorium erwähnt wird. Diese Hofkapelle wurde ab etwa 1160 zur dreischiffigen Kirche ausgebaut und durch entsprechende Wohn- und Wirtschaftsgebäude zum Kloster erweitert. Bis zur Aufhebung des Klosters im Jahr 1802 wirkten hier adlige Benediktinerinnen aus bekannten rheinischen Geschlechtern. Das aus verstreut liegenden Hofanlagen bestehende Siedlungsgebiet gehörte zu Niedergeburth, einem im Nordosten des Unteramtes Gladbach gelegenen Steuerbezirk. Seit dem Mittelalter gehörte Neuwerk zum Amt Grevenbroich im Herzogtum Jülich. 1794 besetzten französische Revolutionstruppen das Gebiet. Erste politische Selbständigkeit erlangte der heutige Stadtteil 1798 als Munizipalagentur, später Mairie Unterniedergeburth, als das Unteramt Gladbach von der französischen Besatzung zerschlagen wurde und an seine Stelle eine Verwaltung nach französischem Muster entstand. So gehörte die Mairie Unterniedergeburt zum Kanton Neersen im Arrondissement Krefeld im Département de la Roer. Die Benennung Unterniedergeburth blieb zunächst auch unter der preußischen Herrschaft ab 1815 bestehen. 1836 wurde die Bürgermeisterei Unterniedergeburth bei einer kommunalen Neuordnung des Gladbacher Gebietes um die Honschaft Uedding und einem Teil der Honschaft Lürrip, bis dahin Teil des benachbarten Oberniedergeburth, erweitert und trug von da an den Namen Bürgermeisterei Neuwerk. Der Name Neuwerk leitet sich ab vom lateinischen novum opus, bezeichnete aber ursprünglich lediglich das Kloster selber. Die direkte Umgebung, in der das Kloster errichtet war, trug den Namen Kranendonk, der weitere Bereich wurde Niedergeburth genannt. Seit 1921 gehört Neuwerk zur Stadt M.-Gladbach im Kreis Gladbach. Nach dessen Auflösung 1929 war Neuwerk Stadtteil der bis 1931 bestehenden Stadt Gladbach-Rheydt, nach der Trennung von Rheydt und Gladbach Stadtteil von M.Gladbach. Eine Einwohnerzählung am 1. Januar 2000 ergab eine Bevölkerungszahl von 20.962 Einwohnern. Nach der Neuordnung der Stadtbezirke im Jahr 2009 ist die aktuelle Einwohnerzahl des heutigen Stadtteils Neuwerk-Mitte 6.451 (Stand: 31. März 2013). Neuwerk-Mitte zählt heute zu den kleineren Stadtteilen des neuen Stadtbezirks Ost.

### Religion
Die Gemeinde Unterniedergeburth gehörte zur römisch-katholischen Pfarrei St. Mariä Himmelfahrt in Gladbach. In der seit 1135 nachgewiesenen Klosterkirche in Neuwerk selber wurde anfangs nur für die Nonnen des Benediktinerinnenstifts die Messe gehalten, seit 1466 konnten auch die Bewohner der umliegenden Höfe dort dem Gottesdienst beiwohnen. Zur eigentlichen Pfarrgründung kam es allerdings erst mit der Pfarrerhebung am 17. Mai 1804. Bereits 1802 war das Benediktinerinnenkloster aufgelöst worden und die Kirche dem ehemaligen Karmeliten Michael Giesen überlassen worden, um dort die Messe zu feiern. Die Kirche wurde unter das Patrozinium St. Mariä Himmelfahrt gestellt, Mitpatronin ist die hl. Barbara. Der Pfarrbezirk umfasste neben dem politischen Gemeindebezirk Unterniedergeburth auch die Honschaft Uedding, was bei der kommunalen Neuordnung 1836 eine Angleichung von Pfarr- und Gemeindegrenzen zur Folge hatte.
1890–1891 wurde aus durch das Kapital der Stiftung des bereits 1872 verstorbenen Johann Matthias Dohr in der Honschaft Bettrath die Herz-Jesu-Kirche errichtet, die anfangs als Rektorat, seit 1899 als selbständige Pfarre unter dem Patronat des Heiligsten Herzens Jesu die Honschaft Bettrath und Hoven betreut. 1957 kam es schließlich zur Gründung der Pfarrvikarie in der südlichen Honschaft Uedding, die unter das Patronat des hl. Pius X. gestellt wurde.
2004 wurde im Zuge der Umstrukturierungen im Bistum Aachen die Gemeinschaft der Gemeinden Neuwerk mit den Pfarren Bettrath, Uedding und Neuwerk gegründet, die von einem Pastoralteam geleitet wurde. Nach dem Weggang der beiden katholischen Pfarrer wurde die Gemeinde kurzzeitig vom Pfarrer der benachbarten Gemeinde Lürrip mitbetreut; bis Januar 2013 war der Regionaldekan Pfarradministrator, seit Januar 2013 war Pfarrer Heinz-Josef Biste leitender Pfarrer der zeitgleich neugegründeten Pfarre Maria von den Aposteln Neuwerk, die die ehemaligen Pfarreien Mariä-Himmelfahrt Neuwerk, St. Pius X. Uedding und Herz Jesu Bettrath umfasst. Seit er im September 2021 in den Ruhestand ging, ist die Pfarrei erneut vakant.
Ein geringerer Bevölkerungsanteil gehört der evangelischen Kirche an. Die evangelische Gemeinde, ehemals nach Mönchengladbach gehörend, unterhält heute mit dem Karl-Immer-Haus im Ortsteil Hoven ein eigenes Gemeindezentrum und pflegt mit den katholischen Nachbarn ein enges, freundschaftliches Verhältnis.

## Verwaltung

### Selbständige Gemeinde
Die Bürgermeisterei Neuwerk, 1836 aus der Bürgermeisterei Unterniedergeburth hervorgegangen, wurde von einem Bürgermeister geleitet, dem ein Beigeordneter sowie der Gemeinderat zur Seite stand.
Mit Anwachsen der Bevölkerungszahl wuchs auch die Zahl der Beigeordneten auf bis zu drei im Jahre 1917 sowie die Zahl der Gemeindeverordneten.
Die Gemeinde mietete 1836 einen Raum nahe der Kirche als Gemeindebüro an, erst 1858 wurde an der heutigen Dammer Straße ein, 1884 und 1894 erweiterter, Rathausneubau errichtet. Nachdem dieser den Anforderungen nicht mehr genügte wurde 1905–1907 an der Liebfrauenstraße ein neues Rathaus gebaut, das noch heute als Verwaltungsstelle dient.
Sieben Bürgermeister leiteten zwischen 1836 und 1921 die Gemeinde:
- Johann-Peter Boelling
- Jacob Kühnhaus
- Anton Heinrich Compes
- Wilhelm Speckmann
- Wilhelm Holl
- Werner Breuer
- Everhard von Groote

### Stadtbezirk
Nach der Eingemeindung in die Stadt Mönchengladbach im April 1921 wurde in Neuwerk eine Verwaltungsnebenstelle eingerichtet, die anfangs von einem Beigeordneten der Stadt M.Gladbach geleitet wurde, nach dem Zweiten Weltkrieg wurden Bezirksräte, heute Bezirksvertretungen, eingerichtet, an deren Spitze ein Bezirksvorsteher steht.
Bezirksvorsteher von Neuwerk seit 1945 waren
- Johann Gerichhausen
- Peter Schumacher
- Otto Plum
- Peter Hüttemann
- Peter Schumacher
- Elisabeth Heitzer
- Norbert Post
- Hermann-Josef Krichel-Mäurer

## Sehenswürdigkeiten und Freizeit

### Kloster Neuwerk

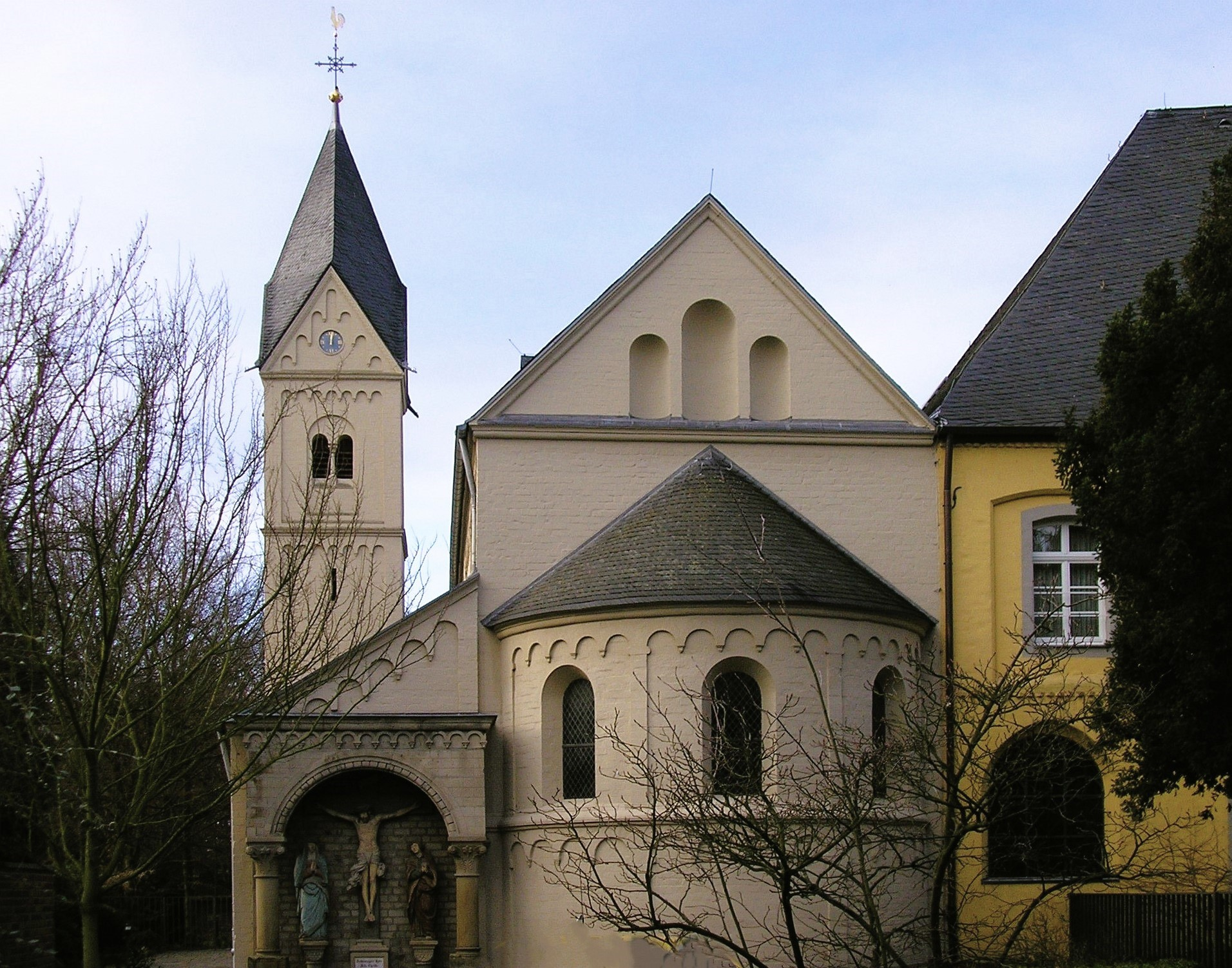
Die Klosterkirche in Neuwerk ist das zweitälteste Gebäude in Mönchengladbach.

Das Kloster Neuwerk der Salvatorianerinnen mit der zwischen 1965 und 1974 restaurierten Kirche bildet den kulturellen und historischen Ortsmittelpunkt. Neben der Nutzung als Klosterkirche werden hier mehrmals im Jahr kulturelle Veranstaltungen und Konzerte abgehalten. Als historisches Kleinod ist die Klosterkirche Neuwerk auch überregional bekannt.

### Museum Priorhaus (Heimatmuseum)
Der Verein Neuwerker Heimatfreunde e. V. unterhält unweit der Klosterkirche im Priorhaus ein kleines Heimatmuseum, das die Geschichte des Stadtteils behandelt und nach Absprache besichtigt werden kann. Das Priorhaus wurde im 1771 errichtet und 1958/59 im Zuge der Verbreiterung der Engelblecker Straße einige Meter in Richtung Kloster neu aufgebaut.

### Rathaus
Das 1907 eingeweihte Rathaus, heute Bezirksverwaltungsstelle Mönchengladbach-Ost, beherbergte die Gemeindeverwaltung bis zur Eingemeindung 1921 und diente auch danach als städtische Verwaltungs-Nebenstelle. Der denkmalgeschützte Bau dient als Beispiel eines mit einfachen Mitteln repräsentativ gestalteten Jugendstil-Gebäudes.

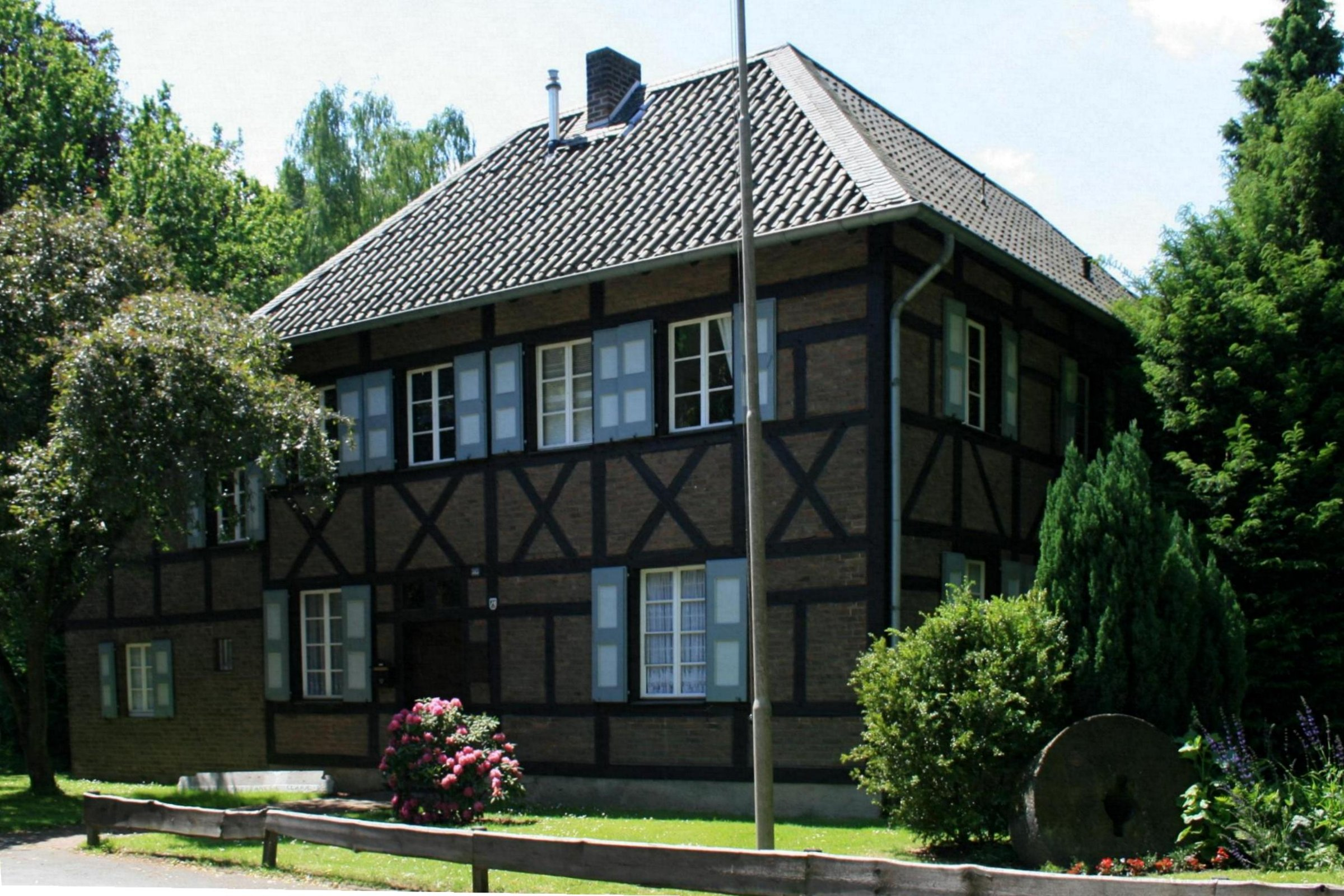
Das Museum Priorhaus an der Engelblecker Straße wird vom Verein Neuwerker Heimatfreunde e. V. betrieben und kann nach Absprache besichtigt werden.

### Schützenbaum
Im Jahre 2004 wurde auf dem Peter-Schumacher-Platz ein Schützenbaum der beiden Bruderschaften aus Neuwerk-Mitte errichtet. Auf ihm sind alle fünf Honschaften (Damm, Dünn, Engelbleck, Neersbroich-Donk und Uedding) abgebildet, sowie alle Schützenzüge aus den beiden Bruderschaften. Auf dem Schützenbaum sind außerdem Zeichnungen zu Abläufen des Neuwerker Schützenfestes zu sehen, die vom Neuwerker Künstler Willi Wirtz erstellt wurden.

### Huppertzhof
Im heutigen Stadtteil Uedding (der bis 2009 zum ehemaligen Stadtbezirk Neuwerk gehörte) ist der aufwändig restaurierte Huppertzhof, eine ehemals durch Wall und Graben eingefriedete Hofanlage, erhalten, die heute dem Künstler Heinz Mack als Wohnung und Atelier dient.

### Rheinufer
In der Neuwerker Donk ist im Gelände noch der Verlauf des in der Römerzeit durch einen Rheindurchstich bei Neuss trockengelegten Rheinarmes zu erkennen.
Weitere Sehenswürdigkeiten: Honschaftskapelle Dünn, Honschaftskapelle Engelbleck, Ehrenmal an der Klostermauer, römisch-katholische Pfarrkirche Neuwerk

### Jubiläen
Im Stadtteil Neuwerk wurde 1985 das 850. Jubiläum der Ersterwähnung des Klosters 1135 mit einem großen historischen Jahrmarkt gefeiert. 1997 folgte das Fest zum 500. Bestehen der Neuwerker St. Barbara-Bruderschaft als älteste der Neuwerker Bruderschaften. Das 200. Jubiläum der katholischen Pfarrgemeinde wurde 2004 mit einem Ritterlager im Schatten des Klosters gefeiert, 2005 folgte das 250-jährige Jubiläum der St. Maria Junggesellenbruderschaft Neuwerk-Kloster e. V., 2010 schließt sich das 875. Jubiläum des Stadtteils mit einem großen historischen Markt rund ums Kloster an. 2023 konnte dann – aufgrund der Covid-19-Pandemie um ein Jahr verschoben – das 525-jährige Bestehen der St. Barbara-Bruderschaft gefeiert werden.

### Veranstaltungen
Alljährlich wird seit 1966 auf dem zentral gelegenen Peter-Schumacher-Platz am letzten Sonntag im Juli das Jakob-Brunnen-Fest gefeiert, bei dem am gleichnamigen Brunnen einige Stunden lang Freibier ausgeschenkt wird. Aktuell wird das Fest von der Bolten-Brauerei in Korschenbroich, der Volksbank Mönchengladbach eG und der Bezirksstelle Mönchengladbach Neuwerk organisiert. Das Fest geht auf die Einweihung des Jakobsbrunnens zurück, bei der scherzhaft bemängelt wurde, dass es doch passend wäre, wenn statt Wasser Bier aus dem Brunnen fließen würde. Anfangs wurde dies dann auch umgesetzt, aber heute ist dies aufgrund von Hygienebestimmungen nicht mehr möglich. Jährlich zieht das Fest etwa 1000 Besucher an, die für einen Betrag ein Glas erwerben und dann kostenlos Bier trinken können. Das Glas mit jährlich wechselnden Motiven kann als Souvenir mitgenommen werden kann. Im Ausschank ist auch Mineralwasser und Malzbier. Der Erlös aus dem Glasverkauf, bisher wurden ca. 75.000 Euro (Stand 2024) gesammelt, wird verschiedenen gemeinnützigen Projekten und Vereinen in Neuwerk zur Verfügung gestellt. Durch ehrenamtliches Engagement der Freiwilligen Feuerwehr, des Deutschen Roten Kreuzes, der Bruderschaften und der vielen anderen Freiwilligen wird die Veranstaltung realisiert. Das Fest gilt als das größte Stadtteilfest.
Unmittelbar daran anschließend findet das Sommerfest des Heimatvereins „Neuwerker Heimatfreunde“ am Museum Priorhaus statt.
Der Neuwerker Ortsteil Uedding feiert in den Huppertz-Kuhlen eine Woche später das „Kuhlenfest“.

## Vereinsleben
Der Stadtteil Neuwerk pflegt ein reges Vereinsleben. Die Bewohner waren 2009 in ca. 60 Vereinen und Vereinigungen organisiert, die ein breites Interessenspektrum abdecken. Die Karnevalsgesellschaft Uehllöeker, hervorgegangen aus der 1936 gegründeten KG „d’r ewige Talp“, widmet sich dem Winterbrauchtum und zeichnet im Jahr 2010 erstmals als Veranstalter des traditionellen Rosenmontagszuges im Stadtteil Neuwerk verantwortlich. Im sportlichen Bereich ist vor allem der „Radfahrverein Adler“, 1901 gegründet, zu nennen, der eine Vielzahl deutscher und internationaler Titel einfahren konnte. Der Verein Neuwerker Heimatfreunde e. V., 1936 gegründet, beschäftigt sich darüber hinaus mit der Erforschung und Dokumentation der Neuwerker Geschichte. Auch die Sportvereine Turnerschaft Neuwerk e. V. und Sportfreunde Neuwerk 06 e. V. spielen im Stadtteil eine große Rolle.

## Bruderschaften
Es gibt im ehemaligen Stadtbezirk Neuwerk insgesamt vier Schützen-Bruderschaften. Zwei Bruderschaften davon sind im Stadtteil Neuwerk-Mitte beheimatet. Als erstes sei die St. Barbara Bruderschaft Neuwerk e. V. genannt. Sie ist über 525 Jahre alt (erste bekannte Erwähnung 1497) und die Wurzel der anderen Bruderschaften. Als zweite große Bruderschaft in Neuwerk (Kloster) gibt es die St. Maria Junggesellenbruderschaft Neuwerk-Kloster e. V., die im Jahre 1755 nachweislich gegründet wurde, aber auch wohl vorher schon bestand. Die Frühkirmes (Schützenfest) feiern die beiden Bruderschaften des Stadtteils Neuwerk-Mitte gemeinsam mit den beiden Bruderschaften des Stadtteils Bettrath-Hoven immer an den Wochenenden nach Christi Himmelfahrt. Ein ganz besonderer Höhepunkt sind die gemeinsamen Paraden und Prunkumzüge dieser vier Bruderschaften am Kirmessonntag. Alle vier Bruderschaften haben ihren Sitz in der seit 2013 bestehenden Pfarrgemeinde Maria von den Aposteln. Als weitere Bruderschaft, die sowohl in Neuwerk-Mitte als auch in Bettrath-Hoven ihren Sitz hat, sei die St. Matthias Bruderschaft Neuwerk genannt. Sie ist eine Gebetsbruderschaft, die zwei Mal im Jahr eine Wallfahrt nach Trier zum Grab des Apostels Matthias unternimmt.

## Sagen und Geschichten

### Neuwerker Heimatlied
Um 1918 dichtete der Neuwerker Volksschullehrer Johannes Maria Giesen das Neuwerker Heimatlied, das auch heute noch gern und oft zu Gehör gebracht wird:
Wo an dem Rand der Niers das Bruch sich dehnt,

wo an des Waldes Saum die Donk sich lehnt,

wo zwischen Obstgeheg und Blütenpracht,

der Großstadt abgewandt manch Häuslein lacht,

da ist ein schöner Ort, ein Gotteswerk,

da ist die Heimat mein, da ist Neuwerk.

Wo, wenn die Sonn‘ erwacht, die Amsel ruft,

wo sich die Lerche wiegt in klarer Luft,

wo klingt das frohe Lied der Finken all

und nie ermüden will die Nachtigall,

da ist ein...

Wo aus dem dunklen Raum vergangener Zeit

Sag‘ und Geschichte sich zum Kranze reiht,

wo einst Schloß Krahnendonk gestanden hat,

wo jetzt als neues Werk ein Kloster ragt,

da ist ein...

Wo meine Wiege stand, wo’s Mutterherz

für mich geschlagen hat in Lust und Schmerz,

wo ich als Kind gelernt dies kleine Lied,

wohin mich immer neu die Sehnsucht zieht,

da ist ein...

### Schloss Krahnendonk
Der Neuwerker Sagenschatz berichtet von einem Schloss Krahnendonk, das nahe dem später dort errichteten Kloster gestanden habe. Man berichtet von seinem Besitzer, dass er dem Volke gegenüber hart und ungerecht gewesen sein soll.
Nach einem frühsommerlichen Ausritt, bei dem er einen Bauer sehr gepeinigt haben soll, sei das Schloss nach seiner Rückkehr mit großem Getöse in sich zusammengefallen und im Erdboden versunken. Davon berichtet auch die dritte Strophe des Neuwerker Heimatlieds. In der Veröffentlichung Unsere Heimat des Kommissionsverlags Fritz Kerle (M.Gladbach, 1926) heißt es dazu: „Von allen Seiten drangen Wasserfluten hinein und bedeckten die versunkene Herrlichkeit mit einem tiefen, dunklen See. Alte Leute, besonders die in der St.-Barbara-Nacht geboren wurden, wollen in stillen Frühlingsnächten aus der Tiefe des Wassers das Klagen der unglücklichen Schlossbewohner und das Brüllen der Tiere gehört haben.“
Der historische Kern dieser Sage kann in der belegten Brandschatzung eines abteilichen Gutshofs vermutet werden, im Zuge dessen Wiederaufbau auch das Hofkapellchen entstand, aus dem später das Kloster Neuwerk hervorging.

## Verkehr

### Straßenverkehr
Neuwerk ist über drei Autobahnanschlussstellen an das Autobahnnetz angebunden: Die Anschlussstelle Mönchengladbach-Nord an der A 52 liegt am Stadtteil Bettrath-Hoven, über die ebenfalls an der A 52 gelegene Anschlussstelle Mönchengladbach-Neuwerk erreicht man Neuwerk-Mitte, die Anschlussstelle Mönchengladbach-Ost an der A 44 sorgt für die Anbindung der Stadtteile Neuwerk-Mitte, Flughafen und Uedding.
Mehrere Buslinien der NEW mobil und aktiv Mönchengladbach verbinden den Stadtteil direkt dem Mönchengladbacher Stadtzentrum, weiteren Stadtteilen und den Nachbarstädten Viersen und Willich. Der zentrale Umsteigepunkt befindet sich am Neuwerker Markt.

### Luftverkehr
Der Verkehrslandeplatz Mönchengladbach (auch als Flughafen Mönchengladbach oder Flughafen Düsseldorf Mönchengladbach bezeichnet) liegt im Nordosten des Stadtbezirks.

### Schienenverkehr
Der Bahnhof Mönchengladbach-Neuwerk befand sich zentral im Stadtbezirk gelegen an der Bahnstrecke Krefeld–Rheydt, die die Trennlinie zwischen Bettrath-Hoven und Neuwerk-Mitte bildet. Von dort fuhren Personenzüge nach Krefeld Hauptbahnhof und Mönchengladbach Hauptbahnhof. Die Verbindung von Neuwerk zum Hauptbahnhof Mönchengladbach wurde im Zweiten Weltkrieg zerstört. Bis 1982 verkehrten noch Personenzüge zwischen Neuwerk und Krefeld Hauptbahnhof. Das Empfangsgebäude des Neuwerker Bahnhofs ist heute noch gut erhalten und dient als Wohnhaus.
Ebenfalls teilweise auf Neuwerker Gebiet lagen Gleisanlagen des ehemaligen Bahnhofs Neersen. Dieser befand sich an der Kreuzung der Bahnstrecke Krefeld–Rheydt mit der Bahnstrecke Neuss–Viersen, welche heute bis auf das Teilstück Neuss–Kaarst stillgelegt und demontiert ist.